# 滋賀県道305号南船木西万木線
滋賀県道305号南船木西万木線（しがけんどう305ごう みなみふなきにしゆるぎせん）は、滋賀県高島市を通る一般県道である。

## 概要
高島市安曇川町南船木から高島市安曇川町西万木に至る。
安曇川の南側を走る。

### 路線データ
- 起点：高島市安曇川町南船木（北船木交差点、滋賀県道304号北船木勝野線交点）
- 終点：高島市安曇川町西万木（船木口交差点、滋賀県道558号高島大津線交点）
- 総延長：3.7 km

## 路線状況

### 道路施設

#### 橋梁
- 本庄橋（安曇川、高島市）
- 神明橋（金丸川、高島市）

## 地理

### 通過する自治体
- 高島市

### 交差する道路
| 交差する道路                                   | 交差する場所   | 交差する場所        |
| ---------------------------------------------- | -------------- | ------------------- |
| 滋賀県道304号北船木勝野線 / 湖周道路＝風車街道 | 安曇川町南船木 | 北船木交差点 / 起点 |
| 国道161号 / 高島バイパス                       | 安曇川町青柳   | 青柳北交差点        |
| 滋賀県道558号高島大津線                        | 安曇川町西万木 | 船木口交差点 / 終点 |

### 沿線
- 滋賀県立びわ湖こどもの国
- NTT西日本 滋賀支店船木別館
- 西音寺
- 阿志都彌神社
- 高島市消防本部 南部消防署
- 滋賀県立安曇川高等学校